# エリック・レヴァ
エリック・レヴァ (Eric Leva)は、アメリカ合衆国の男性歌手である。

## 概要
レヴァはシンガーソングライターやピアニストとしても活動しており、ボストンのバンド、トランジットのアルバム『ジョイライド』ではピアノを担当していたり、アメリカのYouTubeセレブリティの一人、ジョーイ・グレーセッファのスマッシュヒット作『ドント・ウェイト』の制作に関わったりもしている。また同曲はYouTubeで1,000万回以上再生されたり（2015年8月20日現在）、全世界のiTunesランキングで70位、シンガーソングライター部門では5位を記録するヒット作となった。また、この楽曲を通してジョーイは同性愛者としてのカミングアウトを果たした。
彼の曲はラジオフレンドリーな楽曲ということでも有名で、WXRVなどの有名ラジオ局でも流されたことがある。
また、影響を受けたアーティストとして、『ラブ・ソング』や『ブレイヴ』等のヒット作を持ち、幾度のグラミー賞ノミネート経験を持つサラ・バレリスや、『ザ・ウェイ・アイ・アム』のヒットで知られるイングリッド・マイケルソンを挙げている。
2014年には、マーティンギターとSongSpaceによるオーディション、ザ・シークレット・ロード・パブ・ディールにてファイナリスト進出を果たした。

## インスタグラム
レヴァは写真投稿SNSのインスタグラムでの活動も注目されており、イギリスのボストン・グローブでも特集が組まれた。
またインスタグラムのフォロワー数は16000人を超えている。
2015年10月にはアメリカの浄水器メーカーSomaのインスタグラムページを一日限定でジャックするという企画も行われた。

## カバー曲
レヴァはYouTubeで数々のカバー曲も発表しており、今までにサム・スミスの『ステイ・ウィズ・ミー』やZeddの『クラリティー』などをカバーしている。

## ディスコグラフィー
現在購入可能なもののみを記す。

### EP
| 年   | タイトル/備考                                                                                              | 備考 |
| ---- | --- | ---- |
| 2014 | シンク・オア・スウィム EP (Sink or Swim EP) - 発売日: 2014年11月8日 - フォーマット: デジタル・ダウンロード |      |

### シングル
| 年   | タイトル/備考                                                                                     | 備考 |
| ---- | ------------------------------------------------------------------------------------------------- | ---- |
| 2014 | アイ・シュド・ノウ (I Should Know) - 発売日: 2014年8月25日 - フォーマット: デジタル・ダウンロード |      |
| 2014 | リノベーション （Renovation) - 発売日: 2014年9月29日 - フォーマット: デジタル・ダウンロード       |      |